# Déltengeri fecske
A déltengeri fecske (Hirundo tahitica) a madarak osztályának verébalakúak rendjébe és  a fecskefélék (Hirundinidae) családjába tartozó faj.

## Előfordulása
Brunei, Kambodzsa, a Fidzsi-szigetek, Francia Polinézia, India, Indonézia, Japán, Malajzia, Mianmar, Új-Kaledónia, Pápua Új-Guinea, a Fülöp-szigetek, Szingapúr, a Salamon-szigetek, Tajvan, Thaiföld, Kelet-Timor, Tonga, Vanuatu és Vietnám partjainál található meg leginkább, de kezd elterjedni az erdős felvidéken is.

## Alfajai
- Hirundo tahitica javanica (Sparrman, 1789) – Andamán- és Nikobár-szigetek, Mianmar partvidéke, dél-Thaiföld, dél-Kambodzsa, dél-Vietnám, innen délre a Szunda-szigetekig, keletre a Fülöp-szigetekig;
- Hirundo tahitica namiyei (Stejneger, 1887) – Rjúkjú-szigetek, Tajvan;
- Hirundo tahitica frontalis (Quoy & Gaimard, 1830) – észak- és nyugat-Új-Guinea;
- Hirundo tahitica albescens (Schodde & Mason, 1999) – dél- és kelet-Új-Guinea;
- Hirundo tahitica ambiens (Mayr, 1934) – Új-Britannia;
- Hirundo tahitica subfusca (Gould, 1856) – Új-Írországtól a Salamon-szigeteken, Új-Kaledónián és Vanuatun keresztül a Fidzsi-szigetekig és Tongáig;
- Hirundo tahitica tahitica (J. F. Gmelin, 1789) – Társaság-szigetek (Moorea, Tahiti).

A korábban alfajnak tekintett Hirundo tahitica domicola ma külön fajként van elismerve (Hirundo domicola).

## Megjelenése
Testhossza 13 centiméter. Szárnyai, háta, farka és feje teteje kékes fekete árnyalatú. Pofája és torka vöröses. Farka nem annyira villás mint a hozzá hasonló füsti fecskének vagy a Hirundo neoxenának.

## Életmódja
Tápláléka rovarokból, legfőképp legyekből áll, melyeket a levegőben kap el és eszik meg.

## Szaporodása
Csésze alakú fészkét sárból készíti sziklapárkányokra vagy épületekre és lágyabb anyagokkal béleli. Fészekalja 2–3 tojásból áll.